# Tasmankrähe

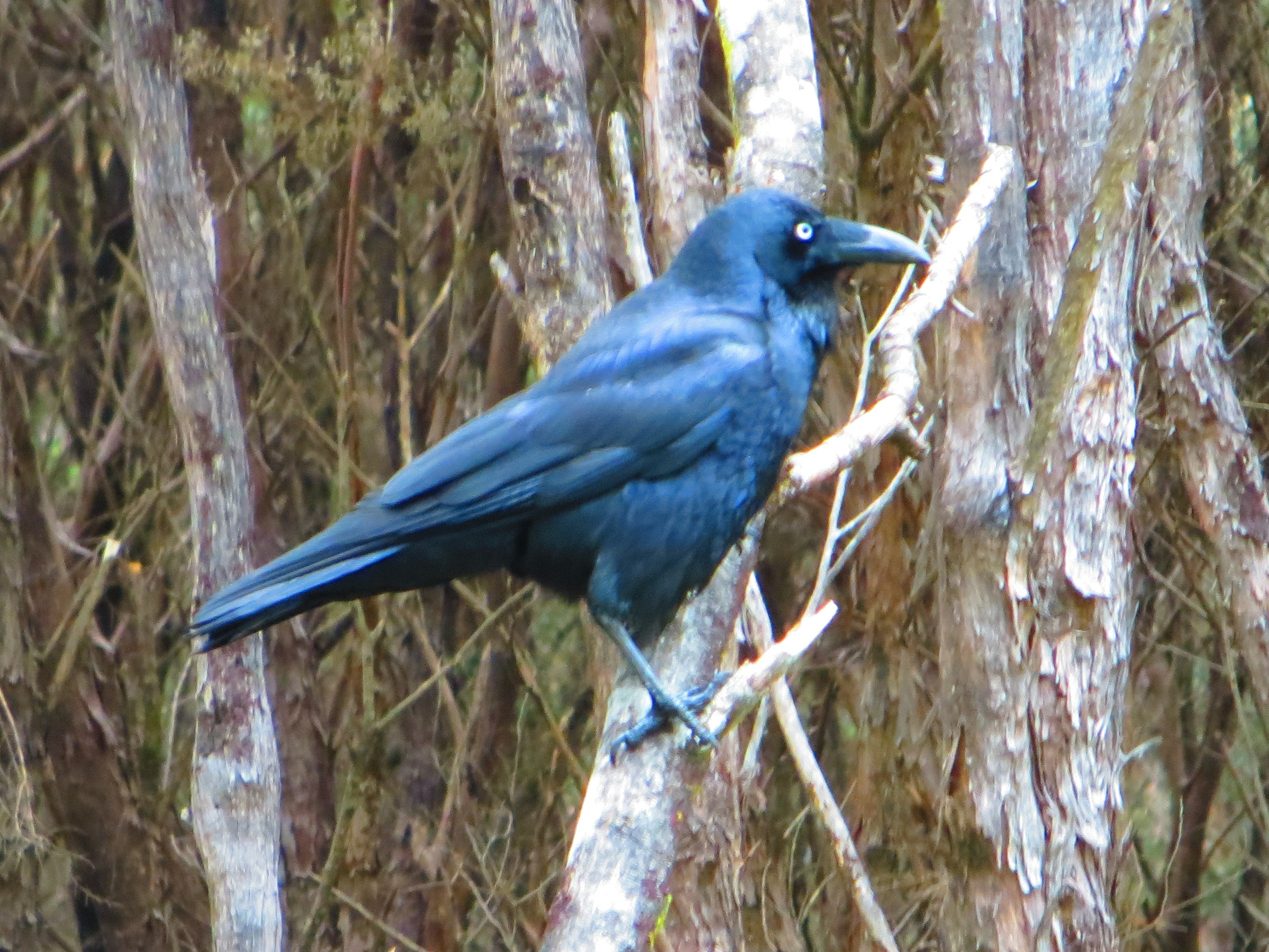
Tasmankrähe

Die Tasmankrähe (Corvus tasmanicus) ist ein Vogel aus der Gattung der Raben und Krähen (Corvus). Sie kommt ausschließlich in Australien und auf Tasmanien sowie einigen der Küste vorgelagerten Inseln vor. Sie ist die in Australien größte und schwerste Art der Rabenvögel. Tasmankrähen verwerten eine große Bandbreite an Nahrungsquellen und sind sehr anpassungsfähig. Die IUCN stuft ihre Bestandssituation als ungefährdet (least concern) ein.

## Merkmale

### Körperbau und Farbgebung
Zwischen den Geschlechtern der Tasmankrähe besteht weder in der Gefiederfärbung noch im Körperbau ein Dimorphismus, gleiches gilt für Jung- und Altvögel. Sie erreicht eine Körperlänge von 50 bis 53 cm. Der Schnabel ist 63,4 bis 66,1 mm lang. Die Tasmankrähe hat eine Flügellänge von 352 bis 360 mm, ihr Schwanz misst 195 bis 201 mm.  Das Gewicht liegt zwischen 639 und 680 g. Sie ist damit etwas größer als die Neuhollandkrähe, die in Australien am weitesten verbreitete Corvus-Art.
Das Gefieder der Tasmankrähe ist einheitlich schwarz. Das Gefieder an Kopf, Hals, Körperoberseite, Brust, Flanken sowie das Gefieder der Unterschwanzdecken glänzt schwarz. Der Schimmer reicht von einem metallischen Grün auf den Ohrendecken bis zu einem blauvioletten Schimmer auf den übrigen Körperteilen. Die Intensität des Schimmers hängt dabei stark vom Lichteinfall ab.  Die Körperunterseite ist mattschwarz. Die Federn an Kinn und Kehle sind leicht verlängert.
Die Federn haben eine blassgraue bis mittelgraue Federbasis, schwarz sind die Federn lediglich ab der Mitte. Bei lebenden Vögeln ist die hellere Federbasis jedoch sichtbar, wenn starker Wind die Federn auseinander bläst.
Der Schnabel ist schwarz, beim Oberschnabel ist das hintere Drittel inklusive der Nasenlöcher von Borstenfedern bedeckt. Bei adulten Vögeln ist die Iris weißlich mit einem hellblauen inneren Ring. Die Beine und die Füße sind schwarz.

### Jungvögel
Jungvögel sind geringfügig kleiner als die adulten Vögel. Der Schnabel ist bei ihnen noch kürzer. Das Gefieder glänzt noch nicht so stark wie bei den adulten Vögeln und wirkt etwas bräunlich. Der Schnabel ist bei ihnen noch dunkelgrau, die Iris ist blaugrau.

## Verwechslungsmöglichkeiten
In Australien kommen die Corvus-Arten Gesellschaftskrähe, Neuhollandkrähe, Torreskrähe und die Bennettkrähe vor, die bei Feldbeobachtungen schwierig von der Tasmankrähe zu unterscheiden sind. Verlängerte Halsfedern, wie sie für die Tasmankrähe typisch sind, kommen allerdings nur noch bei der Gesellschaftskrähe und der Neuhollandkrähe vor. Als sicherstes Unterscheidungsmerkmal gilt der Ruf.

## Verbreitungsgebiet und Lebensraum

Verbreitungsgebiet der Tasmankrähe

Das Verbreitungsgebiet der Tasmankrähe ist auf Tasmanien und den Südosten Australiens beschränkt. In Australien kommt sie fast nur in den Bundesstaaten New South Wales und Victoria vor. Das Verbreitungsgebiet dort ist disjunkt. Das Verbreitungsgebiet in New South Wales begrenzt sich auf das Hochland der Region New England. In Victoria kommt die Tasmankrähe im Gippsland, in den Otway Ranges und in der Region um den Grampians-Nationalpark vor. Auf Tasmanien ist sie dagegen möglicherweise die am weitesten verbreitete Vogelart.
Das Zug- und Wanderverhalten der Tasmankrähe ist noch nicht abschließend untersucht. Grundsätzlich wird unterstellt, dass ähnlich wie bei der Neuhollandkrähe ein Paar ganzjährig ein Revier besetzt. Noch nicht geschlechtsreife Vögel und adulte, nicht-brütende Vögel durchstreifen dagegen ein größeres Gebiet. Die Bass-Straße, eine Meerenge, die Tasmanien vom australischen Festland trennt, wird von ihnen regelmäßig überquert. Sie sind entsprechend auch auf allen Inseln dieser Meerenge anzutreffen.
Der Lebensraum der Tasmankrähe sind überwiegend Hartlaubwälder, die von Eukalyptus-Bäumen dominiert sind. Im australischen Festland sind sie überwiegend in feuchten Hartlaubwäldern anzutreffen, die mehr als 800 Millimeter jährlichen Niederschlag haben. Dagegen besiedeln sie auf Tasmanien eine Reihe sehr unterschiedlicher Lebensräume. Unter anderem sind sie häufig in Küstenregionen anzutreffen und auf der Küste vorgelagerten Inseln mit Brutkolonien an Meeresvögeln. Sie kommen außerdem auf Agrarland und Müllhalden vor und sind in einigen küstennahen Städten auch in Parks und Gärten zu sehen. Als Aasfresser sind sie auch häufig entlang von Straßenrändern zu beobachten.

## Nahrung

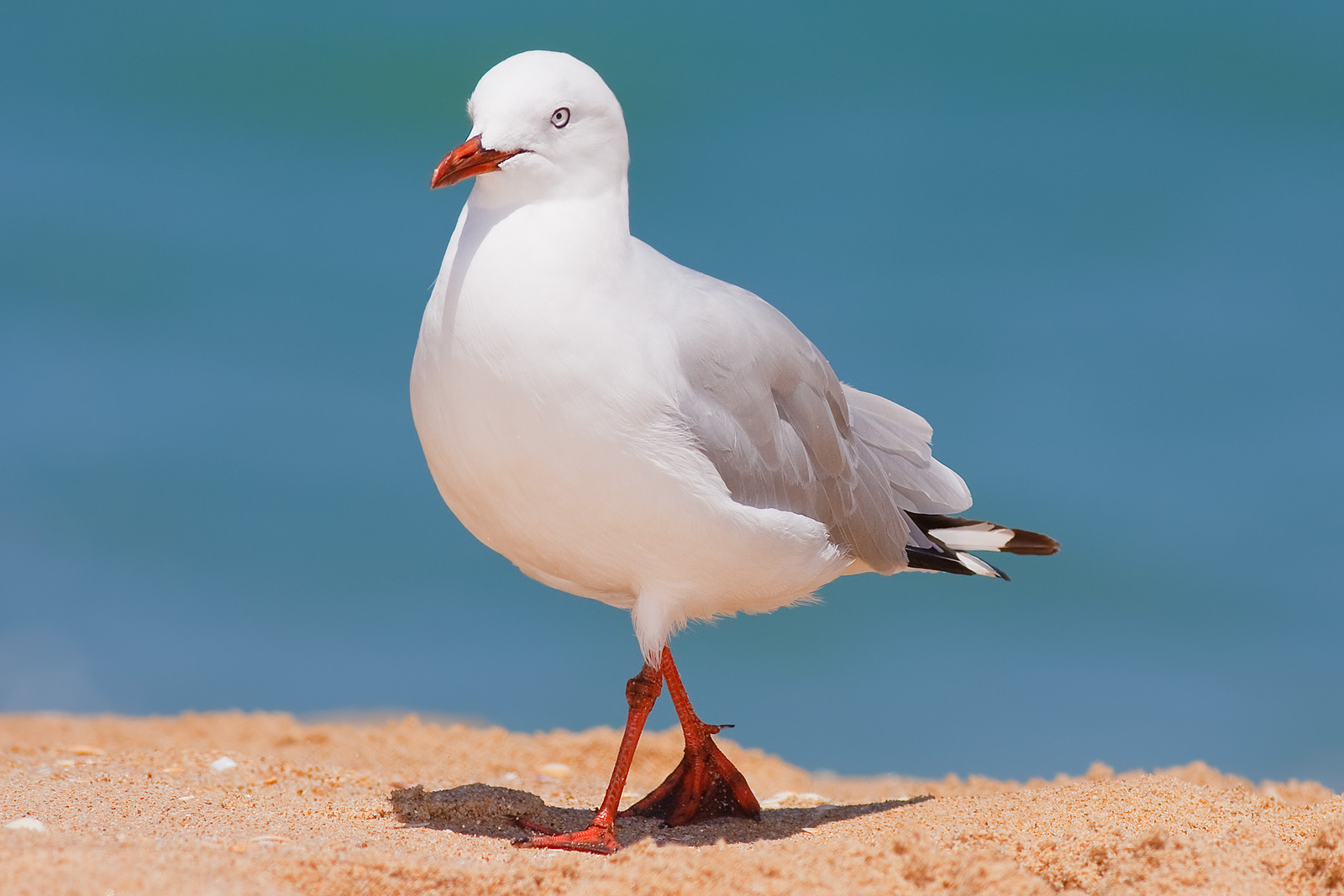
Adulte Silberkopfmöwe. Auf Tasmanien sind Tasmankrähen während der Nahrungssuche gelegentlich mit ihnen vergesellschaftet

Die Tasmankrähe ist ein opportunistischer Allesfresser und nutzt daher eine sehr große Bandbreite an Nahrung. Den größten Teil ihres Nahrungsbedarfes deckt sie mit Insekten und anderen Wirbellosen. Hinzu kommen kleine Wirbeltiere wie Reptilien. Sie frisst außerdem kleine Vogelarten sowie die Nestlinge und Eier verschiedener Vogelarten. Sie ist beispielsweise ein wesentlicher Fressfeind des Nachwuchses der Hühnergans. Außerdem spielt Aas eine große Rolle in ihrer Ernährung. Daneben frisst sie auch pflanzliche Kost. Dabei handelt es sich überwiegend um Samen und gelegentlich auch Früchte.
Sie sucht gewöhnlich einzelgängerisch oder paarweise nach Nahrung. An besonders reichen Nahrungsquellen wie auf Müllhalden, an großen Kadavern oder während einer Insektenplage können sich auch eine größere Zahl von Tasmankrähen versammeln. Sie ist dann gelegentlich auch mit anderen australischen Corvus-Arten vergesellschaftet. Auf Tasmanien ist sie während der Nahrungssuche gelegentlich auch mit Dickschnabelmöwen,  Silberkopfmöwen und Tasmanwürgerkrähen (Strepera fuliginosa) vergesellschaftet.

## Fortpflanzung
Die Fortpflanzungsbiologie der Tasmankrähe ist bislang noch nicht abschließend untersucht. Sicher ist jedoch, dass die Tasmankrähe auf Tasmanien etwas später brütet als auf dem australischen Festland. Im australischen Bundesstaat New South Wales brüten Tasmankrähen von Juli bis September, im australischen Bundesstaat Victoria von Juli bis Oktober.
Das Nest befindet sich in den Astgabeln von Bäumen, meistens sehr weit oben in der Baumkrone. Es ist ein loses aus Ästen und Zweigen gebautes Nest, die Nistmulde wird mit Gras, Blättern, Rinde, Federn, Fell und Wolle ausgelegt. Bei auf Tasmanien brütenden Tasmankrähen beträgt die Gelegegröße vier oder fünf Eier. Der Legeabstand beträgt ein bis zwei Tage. Nur Weibchen haben einen Brutfleck, deswegen ist davon auszugehen, dass nur sie das Gelege bebrüten. Männchen bringen in jedem Fall Futter zu dem brütenden Weibchen. Brut- und Nestlingszeit sind bislang noch nicht bekannt.

## Lebenserwartung
Bis jetzt liegen für die Tasmankrähe nur wenige Beringungsdaten vor, so dass sich bis jetzt kaum Aussagen dazu treffen lassen, wie alt Tasmankrähen werden können. Eine als adulter Vogel beringte Tasmankrähe wurde vier Jahre und 7 Monate später wieder eingefangen, so dass die Lebenserwartung mindestens sechs Jahre beträgt.

## Tasmankrähe und Menschen
Die Tasmankrähe gilt in Australien und auf Tasmanien überwiegend als ein Schadvogel, der sich an Schafen und Geflügel vergreift und auf Obstplantagen, Gemüse- und Getreidefeldern Schaden anrichtet. Detaillierte Untersuchungen haben diese Einschätzungen nicht bestätigen können: Die Tasmankrähe frisst zahlreiche landwirtschaftliche Schädlinge und der Nutzen überwiegt bei weitem die Schäden, die sie anrichtet. Unverändert werden auf Tasmanien Tasmankrähen in größerer Zahl jährlich vergiftet und gelegentlich auch geschossen.